# Peter Jok
Peter Jok, né le 30 mars 1994 à Rumbek au Soudan, est un joueur sud-soudanais de basket-ball. Il évolue aux postes d'arrière et d'ailier.

## Biographie
Peter Jok est né à Rumbek, au Soudan du Sud, le 30 mars 1994. Il a fui le Soudan durant la seconde guerre civile soudanaise durant laquelle son père a été tué. Il est arrivé aux États-Unis en 2003 où il a découvert le basket-ball.
Il a joué pour l’université d’Iowa de 2013 à 2017. Durant la saison 2016-2017 il a été le meilleur marqueur de la Big Ten Conference avec une moyenne 19,9 points par match.
En août 2019 il signe avec Cholet Basket pour la saison 2019-2020.
En juillet 2020 il annonce avoir signé avec UCAM Murcia CB.
Le 31 juillet 2021, il fait son retour à Cholet pour la saison 2021-2022 de Betclic Élite.
Durant la saison 2022-2023, il participe aux tournois de qualification pour la Coupe du monde masculine de basket-ball 2023 avec l’équipe de basket-ball du Sud Soudan dirigé par Luol Deng.
Il a participé à Coupe du monde FIBA 2023 à Manille avec l’équipe nationale du Soudan du Sud. À l’issue de cette compétition internationale il s’est qualifié pour la première fois de leur existence pour les Jeux olympiques de Paris 2024.
Durant la saison 2023-2023 il a joué en G-League pour l’équipe des Skyforce de Sioux Falls. En mars 2024, l’équipe des Blackjacks d'Ottawa annonce avoir signé Peter Jok.

## Palmarès
- First-team All-Big Ten 2017
- Second-team All-Big Ten 2016